# La Femme au volant
La Femme au volant (France) ou Prenez le violent (Québec) (Marge Simpson in: "Screaming Yellow Honkers") est le 15e épisode de la saison 10 de la série télévisée d'animation Les Simpson.

## Synopsis
Les enseignants font un spectacle devant les parents d'élèves. Pendant l'entracte, tout le monde en profite pour partir, ce qui génère un embouteillage. Marge, qui conduit, n'est pas très à l'aise dans cette situation et perd confiance en elle. Dès le lendemain, Homer se rend chez un concessionnaire et bave devant un Canyonero. Au bout de quelques minutes, il repart avec et frime devant ses amis qui se moquent de lui car il a acheté un modèle pour femme. Il ne veut plus en entendre parler, et prend la voiture de Marge. Sceptique, Marge révise très vite son jugement et apprécie pleinement sa nouvelle voiture. Comme la conduite lui semble plus facile, elle devient impatiente et agressive au volant. Le chef Wiggum lui demande alors de passer un cours de prévention routière. Mais rien n'y fait, l'agressivité reprend le dessus et elle se fait retirer le permis. Pendant ce temps Homer, Bart et Lisa sont au zoo, Homer lance une pierre sur un des animaux, ce qui énervera les autres des cages voisines par effet de dominos, et finalement des rhinocéros s'échappent et poursuivent Homer...